# Dominikana na Letnich Igrzyskach Paraolimpijskich 2008
Dominikanę na Letnich Igrzyskach Paraolimpijskich 2008 reprezentowało 3 zawodników, którzy startowali w dwóch konkurencjach: w lekkoatletyce oraz podnoszeniu ciężarów.

## Kadra

### Lekkoatletyka
Mężczyźni
| Zawodnik                    | Konkurencja          | Kwalifikacje | Kwalifikacje | Półfinał               | Półfinał               | Finał                  | Finał                  |
| Zawodnik                    | Konkurencja          | Wynik        | Poz.         | Wynik                  | Poz.                   | Wynik                  | Poz.                   |
| --------------------------- | -------------------- | ------------ | ------------ | ---------------------- | ---------------------- | ---------------------- | ---------------------- |
| Alfonso Olivero Encarnacion | bieg na 100 m kl.T11 | 13.17        | 3            | nie zakwalifikował się | nie zakwalifikował się | nie zakwalifikował się | nie zakwalifikował się |